# Any Time at All
Any Time at All is een rock-lied van The Beatles. Dit nummer verscheen in 1964 als eerste nummer op de B-kant van A Hard Day's Night, de derde lp van The Beatles. Deze LP was de soundtrack bij hun eerste speelfilm, A Hard Day's Night. Het lied is geschreven door John Lennon, maar staat zoals gebruikelijk op naam van Lennon en Paul McCartney.

## Achtergrond
Volgens John Lennon was Any Time at All een poging om een nummer als It Won't Be Long te schrijven. It Won't Be Long verscheen in 1963 op het album With the Beatles.

An effort at writing It Won't Be Long - same ilk. C to A minor, C to A minor with me shouting.
— John Lennon (1980)

Paul McCartney heeft later een groot deel van Lennons teksten op A Hard Day's Night - waaronder naast Any Time at All ook Tell Me Why, I Should Have Known Better, I'll Cry Instead, You Can't Do That en When I Get Home - in verband gebracht met ruzies met zijn vrouw Cynthia Powell en met buitenechtelijke affaires die Lennon op dat moment had.

## Opnamen
Op 2 juni 1964 begonnen The Beatles in Studio 2 van de Abbey Road Studios in Londen aan de laatste opnamedag van hun nieuwe lp A Hard Day's Night. Any Time at All was het eerste nummer waar ze die dag aan werkten. Hoewel het nummer nog niet geheel af was - The Beatles hadden nog geen brug voor het nummer - namen ze 's middags zeven takes van het nummer op. Deze opnamen bestonden uit akoestische gitaar gespeeld door Lennon, leadgitaar gespeeld door George Harrison, basgitaar gespeeld door McCartney en drums door Ringo Starr.
Omdat het nummer nog geen brug had, werd vervolgens verdergegaan met de opnamen van twee andere nummers, Things We Said Today en When I Get Home. Daarna namen The Beatles nog vier takes van Any Time at All op. Aan het nummer werden, via enkele overdubs, piano (gespeeld door McCartney), gitaar en achtergrondzang (McCartney) toegevoegd. De pianopartij werd gebruikt voor de brug van het nummer. Het was de bedoeling om hier later ook nog een gezongen liedtekst aan toe te voegen. Door de naderende deadline in verband met het uitbrengen van het nieuwe album kwamen The Beatles er echter niet meer aan toe om deze tekst ook daadwerkelijk te schrijven.

## Release
Any Time at All werd op 10 juli 1964 in Groot-Brittannië uitgebracht op het album A Hard Day's Night. Dit album werd net als de voorgaande Beatles albums een wereldwijd succes. In de Verenigde Staten verscheen Any Time at All niet op A Hard Day's Night, maar op het album Something New dat op 20 juli 1964 werd uitgebracht door platenmaatschappij Capitol.

## Credits
- John Lennon - zang, akoestische gitaar
- Paul McCartney - achtergrondzang, basgitaar, piano
- George Harrison - leadgitaar
- Ringo Starr - drums